# Sacrament (album)
Sacrament – czwarty album studyjny amerykańskiego zespołu muzycznego Lamb of God. Wydawnictwo ukazało się 22 sierpnia 2006 roku nakładem wytwórni muzycznych Epic Records i Prosthetic Records. Premierę płyty poprzedził singel Walk with Me in Hell, który ukazał się 8 sierpnia, także 2006 roku.
Nagrania zostały zarejestrowane w Spin Recording Studios w Long Island City, Sound Of Music w Richmond oraz The Machine Shop w Hoboken. Miksowanie oraz dodatkowe prace produkcyjne zostały wykonane w The Machine Shop. Natomiast mastering odbył się w Bernie Grundman Mastering w Hollywood, z wyjątkiem utworu "Redneck" zmasterowanego w Sony Studios w Nowym Jorku.
Album dotarł do 8. miejsca listy Billboard 200 w Stanach Zjednoczonych sprzedając się w nakładzie 63 tys. egzemplarzy w przeciągu tygodnia od dnia premiery.

## Lista utworów
Opracowano na podstawie materiału źródłowego.
1. "Walk with Me in Hell" – 05:12
2. "Again We Rise" – 04:30
3. "Redneck" – 03:41
4. "Pathetic" – 04:31
5. "Foot to the Throat" – 03:14
6. "Descending" – 03:35
7. "Blacken the Cursed Sun" – 05:28
8. "Forgotten (Lost Angels)" – 03:06
9. "Requiem" – 04:11
10. "More Time to Kill" – 03:37
11. "Beating on Death's Door" – 05:07

## Twórcy
Opracowano na podstawie materiału źródłowego.
| Zespół Lamb of God w składzie - Randy Blythe – śpiew - Mark Morton – gitara - Willie Adler – gitara - John Campbell – gitara basowa - Chris Adler – perkusja |  | Inni - Ian Whalen – realizacja nagrań - Jeremy Miller, Brian Hoffa – edycja cyfrowa - Gene "Machine" Freeman – produkcja muzyczna, miksowanie, realizacja nagrań - Josh Wilbur – realizacja nagrań, Pro Tools - Richard Stoltz – Pro Tools - Jim Feeney – Pro Tools, realizacja nagrań, edycja cyfrowa - Brian Gardner, Vlado Meller – mastering - K3N – okładka |

## Listy sprzedaży
| Lista           | Kraj              | Pozycja |
| --------------- | ----------------- | ------- |
| Billboard 200   | Stany Zjednoczone | 8       |
| UK Albums Chart | Wielka Brytania   | 89      |
| ARIA Charts     | Australia         | 25      |